# Liguilla Pre-Libertadores 1977 (Chile)
La Liguilla Pre-Libertadores 1977 fue la 4º edición de la Liguilla Pre-Libertadores, torneo clasificatorio para Copa Libertadores de América organizado por la Asociación Nacional de Fútbol Profesional.
El ganador de esta edición en calidad de invicto fue Palestino, que derrotó 2-1 a Colo-Colo en la jornada final, clasificando a la Copa Libertadores 1978.

## Equipos participantes
| Equipo               | Vía de clasificación                              |
| -------------------- | ------------------------------------------------- |
| Everton              | Subcampeón de la Primera División de Chile 1977   |
| Palestino            | Tercer lugar de la Primera División de Chile 1977 |
| Colo-Colo            | Cuarto lugar de la Primera División de Chile 1977 |
| Universidad de Chile | Quinto lugar de la Primera División de Chile 1977 |

## Desarrollo
Una sola rueda con la modalidad de todos contra todos. Si al término de la competencia hubiese dos equipos igualado en el primer lugar, el ganador se resuelve en un partido de definición.

### Primera fecha
| Liguilla Pre-Libertadores 1977 1º fecha; 20 de diciembre de 1977 | Palestino | 1:0 | Universidad de Chile | Estadio Nacional de Santiago, Santiago                       |                                                              |
|                                                                  | Pinto 66' |     |                      | Asistencia: 33.879 espectadores Árbitro(s): Alberto Martínez | Asistencia: 33.879 espectadores Árbitro(s): Alberto Martínez |

| Liguilla Pre-Libertadores 1977 1º fecha; 20 de diciembre de 1977 | Colo-Colo    | 1:0 | Everton | Estadio Nacional de Santiago, Santiago                        |                                                               |
|                                                                  | Orellana 64' |     |         | Asistencia: 33.879 espectadores Árbitro(s): Rafael Hormazábal | Asistencia: 33.879 espectadores Árbitro(s): Rafael Hormazábal |

### Segunda fecha
| Liguilla Pre-Libertadores 1977 2º fecha; 22 de diciembre de 1977 | Palestino               | 2:2 | Everton                       | Estadio Nacional de Santiago, Santiago                     |                                                            |
|                                                                  | Fabbiani 83' · Dubó 90' |     | 43' Ceballos · 75' Spedaletti | Asistencia: 29.370 espectadores Árbitro(s): Sergio Vásquez | Asistencia: 29.370 espectadores Árbitro(s): Sergio Vásquez |

| Liguilla Pre-Libertadores 1977 2º fecha; 22 de diciembre de 1977 | Colo-Colo        | 2:2 | Universidad de Chile       | Estadio Nacional de Santiago, Santiago                            |                                                                   |
|                                                                  | Orellana 5', 78' |     | 7' Socías · 85' Pellegrini | Asistencia: 29.370 espectadores Árbitro(s): Juan Silvagno Cavanna | Asistencia: 29.370 espectadores Árbitro(s): Juan Silvagno Cavanna |

### Tercera fecha
| Liguilla Pre-Libertadores 1977 3º fecha; 27 de diciembre de 1977 | Everton                             | 4:2 | Universidad de Chile      | Estadio Nacional de Santiago, Santiago                    |                                                           |
|                                                                  | Martínez 5', 33' · Salinas 17', 27' |     | 39' Barrera · 65' Neumann | Asistencia: 56.723 espectadores Árbitro(s): Juan Carvajal | Asistencia: 56.723 espectadores Árbitro(s): Juan Carvajal |

| Liguilla Pre-Libertadores 1977 3º fecha; 27 de diciembre de 1977 | Palestino               | 2:1 | Colo-Colo  | Estadio Nacional de Santiago, Santiago                 |                                                        |
|                                                                  | Rojas 8' · Fabbiani 71' |     | 67' Brunel | Asistencia: 56.723 espectadores Árbitro(s): Mario Lira | Asistencia: 56.723 espectadores Árbitro(s): Mario Lira |

## Tabla de posiciones
| Pos | Equipo               | PJ | PG | PE | PP | GF | GC | Dif | Pts |
| --- | -------------------- | -- | -- | -- | -- | -- | -- | --- | --- |
| 1   | Palestino            | 3  | 2  | 1  | 0  | 5  | 3  | 2   | 5   |
| 2   | Everton              | 3  | 1  | 1  | 1  | 6  | 5  | 1   | 3   |
| 3   | Colo-Colo            | 3  | 1  | 1  | 1  | 4  | 4  | 0   | 3   |
| 4   | Universidad de Chile | 3  | 0  | 1  | 2  | 4  | 7  | -3  | 1   |

PJ=Partidos jugados; PG=Partidos ganados; PE=Partidos empatados; PP=Partidos perdidos; GF=Goles a favor; GC=Goles en contra; Dif=Diferencia de gol; Pts=Puntos
|  | Clasifica a la Copa Libertadores 1978 |

## Ganador
| Chile                                   |
| Ganador Palestino                       |
| Clasificado a la Copa Libertadores 1978 |